# Tirinto

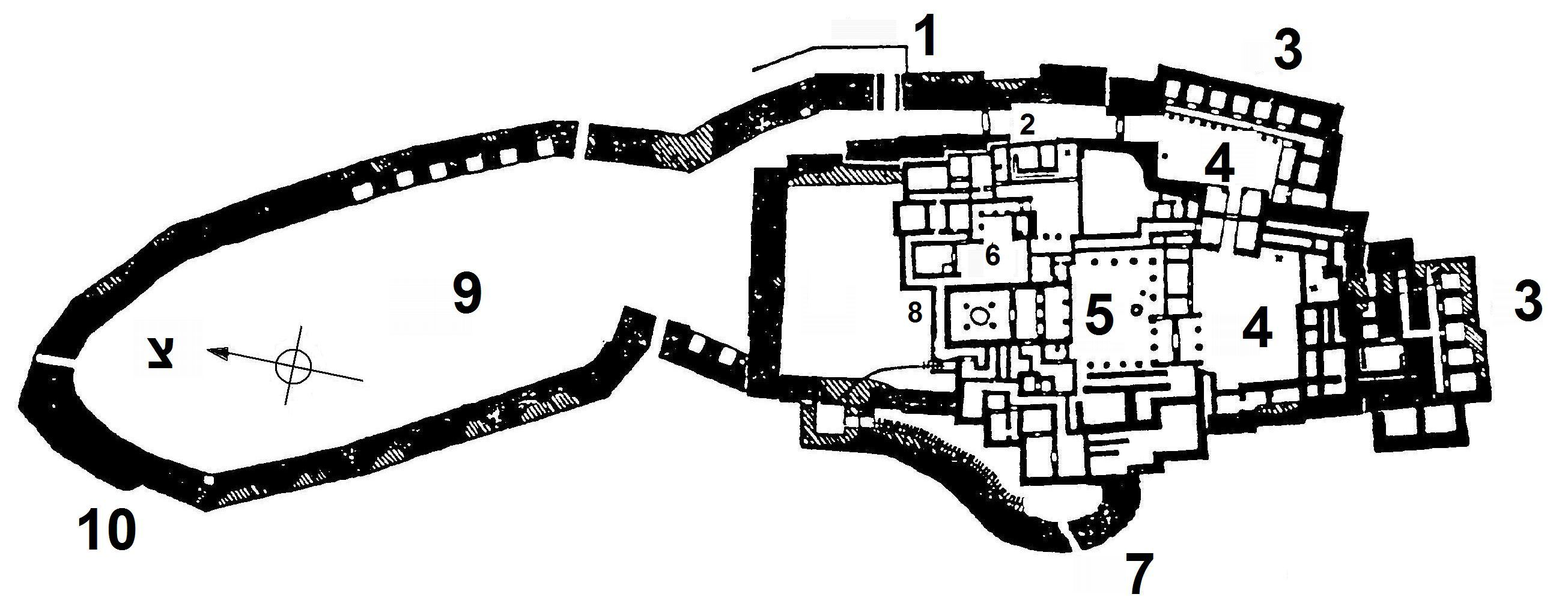
Planta do Palácio de Tirinto

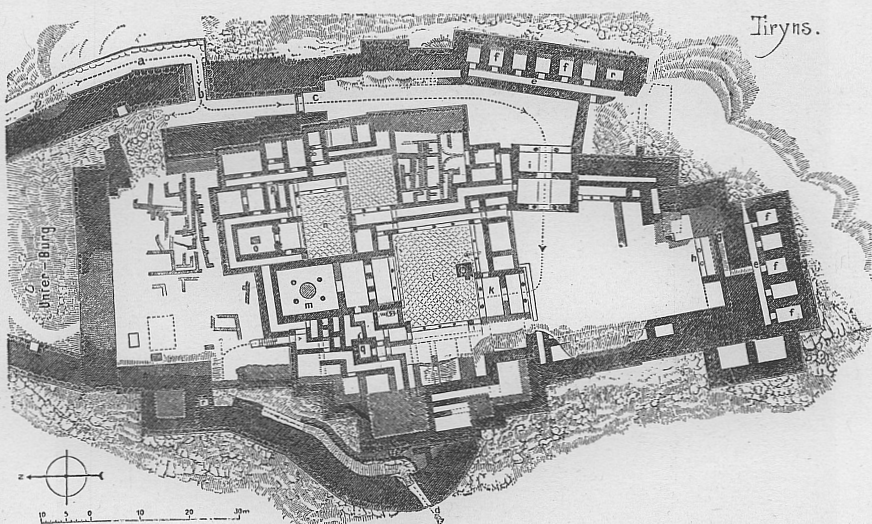
Praça de Tirinto

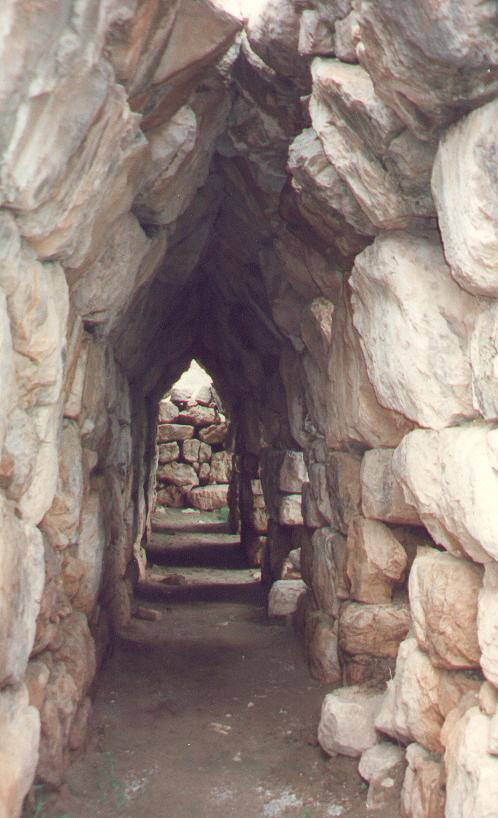
Tirinto

Tirinto ou Tirinte (em grego clássico: Τίρυνς; romaniz.: Tíryns; em grego: Τίρυνθα; romaniz.: Tíryntha) é um sítio arqueológico micênico situado na prefeitura da Argólida, na Grécia Antiga. Foi uma importante cidade da Grécia Antiga, situada na península do Peloponeso, a alguns quilômetros a norte de Náuplia.
É considerada um patrimônio da humanidade pela UNESCO, em conjunto com Micenas (como "Sítios Arqueológicos de Micenas e Tirinto"). Da cidade original, restam apenas alguns restos arqueológicos, como alguns muros e as ruínas do palácio real. A cidade já não existia no século II, conforme relato de Pausânias, que visitou suas ruínas, e compara o destino de Tirinto (de maior cidade do seu tempo, sendo reduzida a nada anos mais tarde) ao da Babilônia.
A civilização micênica recebeu esse nome por causa da cidade de Micenas, estrategicamente implantada para controlar as rotas de transporte da região. Tornou-se uma das maiores cidadelas mercantis da Grécia continental. Micenas foi construída em meados de 1.340 a.C., sobre montes estratégicos e cercada por grandes muros maciços, o que demonstrava preocupação com a defesa. Segundo Cole (2013), na parte mais alta ficava o palácio do rei e sua família. Pessoas importantes, como chefes militares, também tinham suas casas intramuros, enquanto a maior parte da população ficava do lado de fora. Cole (2013) compara os palácios minoicos e micênicos e destaca: enquanto os minoicos favoreciam formas complexas e labirínticas, os micênicos eram planejados e baseados no mégaron. A entrada principal de Micenas ocorria pelo Portal dos Leões, formado por duas pedras verticais arrematadas por um grande lintel. No triângulo da parte superior, há um bloco de pedra de calcário com dois leões em relevo, ao lado de uma coluna típica minoica, U3 – Arquitetura grega 121 evidenciando o contato de seus criadores com a civilização minoica. O portal foi posicionado para que o visitante tivesse que caminhar por uma passagem cada vez mais estreita, possibilitando aos defensores da cidade possibilidade de ataque. O Palácio de Tirinto foi uma cidadela construída em meados do século XIV a.C. Situava-se no alto de uma montanha e era protegido por uma muralha de alvenaria ciclópica.
| “                                                     | As grandes muralhas, compostas por imensos blocos de pedra cortados de forma irregular, foram denominadas de ciclópicas, pois acreditava-se que eles tinham sido construídos por gigantes ciclopes. Os ciclopes formavam uma raça de “gigantes de um olho só. | ” |
| — COLE, (2013). Janson (1996, p. 45) (texto adaptado) | |   |

Dentro das espessas muralhas externas, foram construídas galerias com falsos arcos, que serviam de acesso às saídas secundárias, em caso de emergência. Vale ressaltar que a cidade tinha vários portais de entrada. O palácio localizava-se na extremidade Sul e, ao Norte, situava-se a cidadela baixa. Como descreve Cole (2013), o acesso era realizado por uma série de pátios fechados e por dois portões em forma de “H” antes de se adentrar o saguão principal do mégaron, onde ficavam os aposentos e os banheiros. No Palácio de Tirinto, foram encontrados frisos e ornamentos denominados de tríglifos.
Inúmeros túmulos foram encontrados ao redor da cidadela de Micenas, onde se consolidaram assentamentos menores. Esses túmulos, conhecidos como tholos, tinham plantas circulares e abrigavam os restos mortais dos reis e de seus parentes, ao contrário dos túmulos cavados na pedra, destinados às pessoas comuns. O maior e mais bem preservado é o Tesouro de Atreu, construído em meados de 1.300 a.C. Trata-se de uma câmara de alvenaria de pedra, em forma de abóboda pontiaguda, com 13,4 m de altura, em 33 fiadas de pedra. A entrada do túmulo é marcada pelo dromo – caminho de entrada, executado em pedra. Todo o túmulo, à exceção do dromo, foi coberto por terra, com o intuito de que seu peso aumentasse a estabilidade da alvenaria de pedra seca. O espaço interno do túmulo é escuro. Recebe luz apenas pela porta e pelo falso arco em formato triangular, situado acima da porta. As fiadas de pedra são uniformes, pois utilizam blocos aparelhados de pedra. A cúpula foi o maior exemplo de uma construção arqueada pré-romana já conhecida. Era edificada com tijolos de barro, dispostos na horizontal, inclinados de maneira gradual da base ao topo. 

## Mitologia
A cidade foi fundada por Preto, irmão e rival de Acrísio, rei de Argos. Preto havia sido exilado para a Lícia, mas se aliou por casamento com seu rei, e voltou com um exército de lícios e conquistou a região. Ele conseguiu que as muralhas de Tirinto fossem construídas pelos Cíclopes.
Na versão de Pausânias, a cidade deriva seu nome de um herói Tirinto, filho de Argos, filho de Zeus.

## Fim de Tirinto
Tirinto foi destruída por Argos depois das Guerras Médicas. A população de Tirinto foi incorporada a Argos, de forma a tornar Argos mais forte e resistir aos lacedemônios - Argos também incorporou Hísias, Órneas, Micenas, Mideia e outras cidades da Argólida de menor importância.